# Diospyros cooperi
Diospyros cooperi là một loài thực vật có hoa trong họ Thị. Loài này được (Hutch. & Dalziel) F.White mô tả khoa học đầu tiên năm 1956.